# のいり

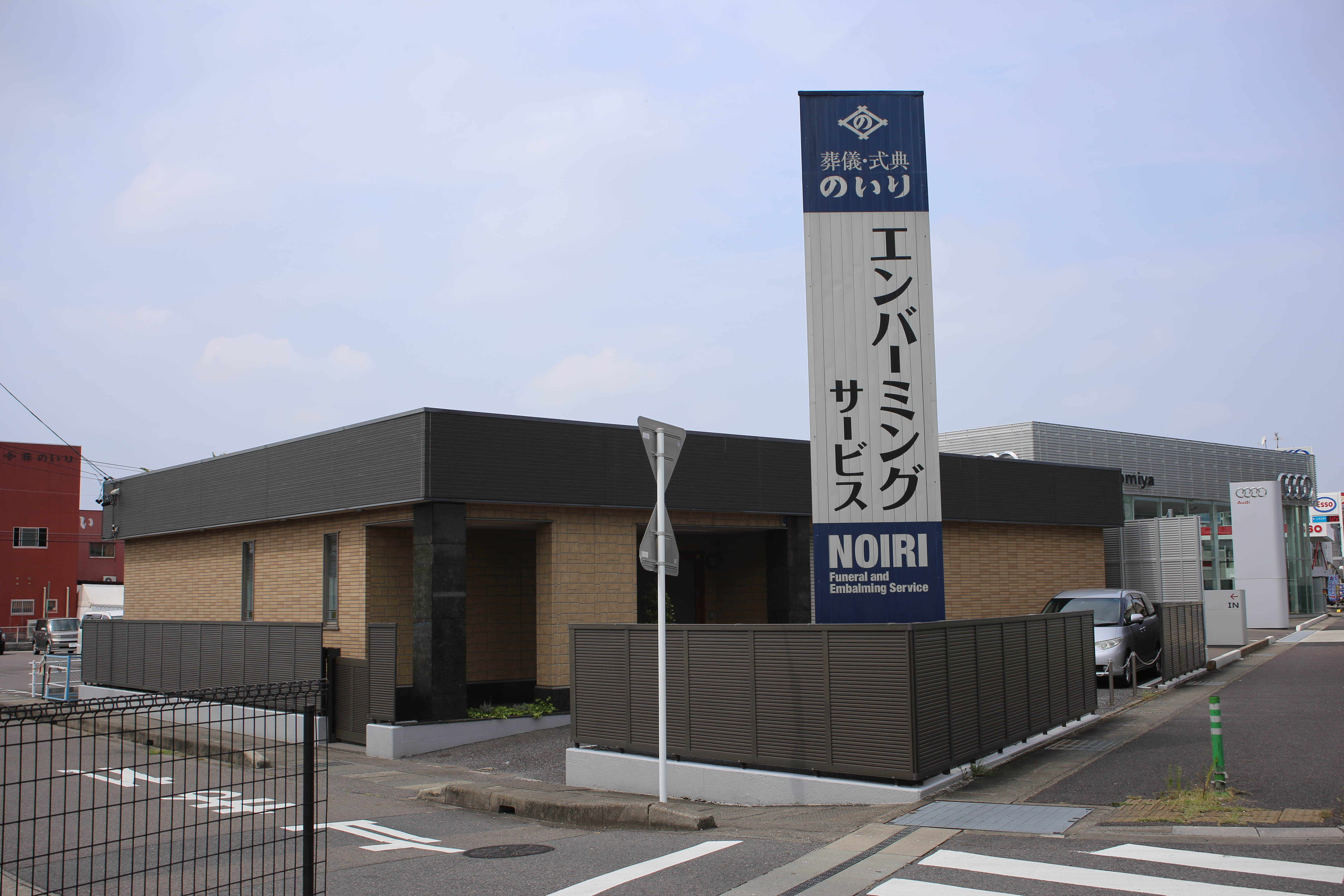
エンバーミングサービス拠点（2016年9月）

株式会社のいり（NOIRI CO., Ltd.）は、愛知県一宮市に本社を置く葬祭業者である。

## 概要
葬祭請負、式場・車両提供、生花・弔事品販売、衣裳貸付、仏壇・墓地斡旋など、葬儀に関わる業務全般に携わっている。
また、2008年から中部地方の同業者に先駆けてエンバーミングサービスの提供を開始した。
愛知県一宮市にエンバーミングの施設を持ち、年間約六百件の処置をしている

## 沿革
- 1912年 - 野杁商店設立。
- 1955年 - 株式会社のいりに組織変更。
- 1980年 - 新本社ビル完成。
- 2007年 - 全葬連ガイドラインに加盟。
- 2008年 - エンバーミングサービス提供開始。

## 式場
- クレストホール一宮
- クレストホール印田
- クレストホール時之島
- クレストホール伝法寺
- クレストホール尾西
- クレストホール木曽川
- クレストホール本町
- ファミリーノ多加木
- ファミリーノ北一宮
- ファミリーノ師勝
- ファミリーノ萩原
- ファミリーノ赤童子

## その他
- のいりが所有する全てのクレストホールにはAEDが設置されており、一宮市消防本部から一宮市救急認定証が交付されている。